# Jacek Woźniakowski
Jacek Woźniakowski, né le 23 avril 1920 à Biórków koło Proszowic et mort le 29 novembre 2012  à Varsovie, est un historien de l'art polonais, écrivain, essayiste, chroniqueur, journaliste, éditeur, traducteur, premier président (maire) non-communiste de la ville de Cracovie après la chute du régime communiste.

## Famille
Il est l'arrière-petit-fils de Henryk Rodakowski, le petit-fils de Jan Gwalbert Pawlikowski (pl) (le frère du professeur de philosophie Karol Tarnowski (pl)), et le père, notamment, de Henryk Woźniakowski (conseiller et porte parole adjoint du gouvernement de Tadeusz Mazowiecki), président de la maison d'édition Znak depuis 1991, et de Róża Thun (députée au Parlement européen).

## Biographie
Jacek Woźniakowski fait sa scolarité secondaire à l'école française de Fribourg (Suisse) et au lycée de garçons Jan Wieczorkowski de Rabka où il obtient son diplôme d'études secondaires (maturité) en 1938. Il est ensuite élève-officier de réserve à l'École de Cavalerie de Grudziądz. Durant la Campagne de septembre 1939, il est grièvement blessé. Durant l'Occupation de la Pologne, il participe à la Résistance dans le cadre de l'Armée de l'Intérieur (Armia Krajowa, AK).
Après la guerre, il étudie les lettres (philologie polonaise) et la philosophie à l'université Jagellonne de Cracovie et obtient son diplôme de magister en 1951. Parallèlement il est journaliste au Tygodnik Powszechny (dont il rédacteur en chef de 1948 à 1953) et participe à la traduction du magazine officiel du Foreign Office britannique Głos Anglii (1946-1948).
De 1953 à 1990, il enseigne à l'université catholique de Lublin (KUL) (avec le titre de professeur à partir de 1980). Durant la troisième session du Concile Vatican II, il est le correspondant de Tygodnik Powszechny à Rome. Il est un des commissaires de l'exposition Le romantisme et le romantisme dans l'art polonais organisée à Londres en 1975). En 1981-1982 il enseigne à l'université de Toulouse-Le Mirail.
Rédacteur en chef du mensuel Znak de 1957 à 1959, il est en 1959 un des fondateurs des éditions du même nom qu'il préside jusqu’en 1990.
Il fait partie du comité civique du syndicat "Solidarność" (1988), participant à la Table Ronde préparant les premières élections libres polonaises après la Seconde Guerre mondiale en 1989.
Il est premier président (maire) élu de Cracovie après la chute du communisme jusqu'en 1991. En 1999-2000 il enseigne à l'université hébraïque de Jérusalem.
Il publie périodiquement ses mémoires par fragments sous forme d'articles dans les Zeszyty Literackie (pl).
Il a été notamment membre de l'Association des écrivains polonais (membre du conseil d'administration de 1978 à 1983), du PEN-Club polonais, membre fondateur du Club de l'intelligentsia catholique (KIK) de Cracovie et de Varsovie, membre du Conseil pontifical de la Culture, de l'Académie polonaise des arts et des sciences (PAU) depuis 2000, président de la fondation Kościelski (de 1994 à 2009).

## Distinctions et décorations
Il est titulaire de très nombreuses décorations polonaises et étrangères dont la Croix d'Officier de l'Ordre Polonia Restituta (1990), la Croix de Commandeur de la Légion d'honneur (1995).
Il est docteur honoris causa de la Katholieke Universiteit Leuven (Belgique).

## Œuvres
- Zapiski z Kampanii Wrześniowej (Notes de la Campagne de septembre) (Znak 1959)
- Laik w Rzymie i Bombaju (Un laïc à Rome et à Bombay) (Znak 1965)
- Zapiski kanadyjskie (Notes du Canada) (Iskry 1973, 1976; Prix du PEN club polonais 1973)
- Co się dzieje ze sztuką? (Qu'advient-il de l'art ?) (PIW 1974)
- Góry niewzruszone (Montagnes immuables ) (Czytelnik 1974, Znak 1995; en allemand, Die Wildnis, Suhrkamp Verlag 1987)
- Tatry w poezji i sztuce polskiej. Poeci, wiersze i obrazy (Les Tatras dans la poésie et l'art polonais. Poètes, poèmes et photos) (avec Michał Jagiełło; Wydawnictwo Literackie 1975)
- Czy artyście wolno się żenić? (Est-ce que les artistes peuvent se marier ?) (PIW 1978)
- Świeccy (Les Laïcs) (Znak 1987)
- Czy kultura jest do zbawienia koniecznie potrzebna? (Est-ce que la culture est nécessaire pour le salut ?) (Znak 1988)
- Ze wspomnień szczęściarza (Souvenirs d'un veinard) (Znak 2008,  (ISBN 978-83-240-1015-8))

français
- Christianisme et culture en Europe : mémoire, conscience, projet, Symposium présynodal, Vatican, 28-31 octobre 1991, 1992